# Hervé Maurey
Ne doit pas être confondu avec Hervé Morin.
Hervé Maurey, né le 7 mai 1961, est un homme politique français et sénateur. 
Président de la commission de l'Aménagement du territoire et du développement durable du Sénat entre 2014 et 2020, il est membre de la commission des finances et de la délégation aux collectivités territoriales de la haute assemblée.

## Biographie
Il est le petit-fils de Max Maurey, auteur dramatique et directeur de théâtres, et le fils de Marcel Maurey, directeur du théâtre des Variétés.
Hervé Maurey est titulaire d'une maîtrise en droit public, Paris II - Assas (1983) et diplômé de l'Institut d'études politiques de Paris (1985).
Il est assistant parlementaire puis crée en 1990 une société de conseil en communication institutionnelle (c'est-à-dire en lobbying), M et M Conseil, puis M et M Partner et Altédia Santé. Il a dirigé ces sociétés jusqu'en 2003, se distinguant par l'organisation de colloques financés par des entreprises, dont la présidence est confiée à des élus et qui se déroulent de préférence au sein de l'Assemblée nationale (selon une enquête de France Inter). Ces colloques « valorisent » le parlementaire, selon Hervé Maurey ; « une très bonne façon de se faire bien voir des élus », écrivent les journalistes de France Inter.
Il est par ailleurs conseiller municipal de Bonneville-Aptot (1983-1989) puis adjoint au maire de Bernay (2001-2003) avant d'être élu maire de Bernay en 2003, et conseiller général du canton de Bernay-Ouest (2004 - 2009). Il est réélu en mars 2008 maire de Bernay et élu président de la communauté de communes de Bernay et ses environs (CCBE) puis sénateur de l'Eure en septembre 2008.
En 2007-2008, il est conseiller auprès du ministre de la Défense Hervé Morin.
En 2009, à l'issue de l'annulation des élections municipales, il est réélu maire de Bernay et président de la CCBE. 
En mars 2014, Hervé Maurey est réélu maire de cette ville au premier tour avec près de 60 % des voix et président de la CCBE. En septembre 2014, il est largement réélu sénateur de l'Eure et permet l'élection de Nicole Duranton, numéro 2 de la liste qu'il conduit. En décembre 2015, Hervé Maurey est élu conseiller régional de Normandie : il démissionne de la présidence de la CCBE et de son mandat de maire de Bernay en mars 2016 pour se mettre en conformité avec la loi sur le cumul des mandats.
En septembre 2020, le score qu'il réalise (près de 50% des voix) face à la liste adversaire conduite par le ministre Sébastien Lecornu (30,76%) permet sa réélection au Sénat et l'élection de Kristina Pluchet au détriment de Nicole Duranton, élue sur sa liste en 2014 et candidate en 2020 sur la liste LREM.

## Politique

### Fonctions au Sénat
En sa qualité de sénateur, il travaille particulièrement sur l'aménagement numérique des territoires. Parlementaire en mission, il remet au Premier ministre un rapport intitulé Réussir le déploiement du Très Haut Débit : une nécessité pour la France le 26 octobre 2010.
En 2011, la commission de l'économie, du développement durable et de l'aménagement du territoire du Sénat lui confie la rédaction d'un rapport pour dresser un état des lieux de l'aménagement numérique des territoires. Adopté à l'unanimité ce rapport intitulé Aménagement numérique des Territoires : passer des paroles aux actes débouche sur une proposition de loi adoptée par le Sénat le 14 février 2012.
En mai 2012, la commission du développement durable, des infrastructures, de l'équipement et de l'aménagement du territoire du Sénat a créé en son sein un groupe de travail sur la présence médicale sur l'ensemble du territoire dont Hervé Maurey est nommé rapporteur.
Dans son rapport intitulé Déserts médicaux : agir vraiment, il préconise notamment la régulation de l'installation des médecins par le conventionnement sélectif.
Hervé Maurey est élu président de la commission de l'Aménagement du territoire et du développement durable du Sénat en octobre 2014. 
Hervé Maurey a présenté le 17 mars 2015, son rapport d'information Collectivités locales et financement des lieux de culte, fait au nom de la délégation sénatoriale aux collectivités territoriales et à la décentralisation. Les propositions du sénateur sont destinées à améliorer l'information des élus, faciliter les relations entre les pouvoirs publics locaux et les communautés religieuses, et renforcer le contrôle et la transparence du financement des édifices religieux.
Le 25 novembre 2015, il présente un rapport intitulé Couverture numérique du territoire : veiller au respect des engagements pour éviter de nouvelles désillusions. Sur le même sujet, il est également co-auteur du rapport Le très haut débit pour tous en 2022 : un cap à tenir (septembre 2017), qui appelle notamment à "un plan global d'amélioration et d'extension de la couverture mobile, doté de moyens à la hauteur de cette nouvelle ambition".
Dans son rapport Aménagement du territoire : plus que jamais une nécessité (mai 2017), il regrette que "l'aménagement du territoire est devenu le parent pauvre des politiques publiques" et estime que "l'Etat doit retrouver des fonctions de stratège, de régulateur mais également d'aménageur en dernier ressort pour certains territoires".
Hervé Maurey est co-auteur de la proposition de loi relative à l'ouverture à la concurrence du transport ferroviaire de voyageurs, adoptée par le Sénat le 29 mars 2018. Certaines mesures prévues par ce texte, notamment pour préserver les dessertes ferroviaires dans les territoires ruraux, ont été reprises dans la «loi 2018-515 du 27 juin 2018 pour un nouveau pacte ferroviaire».
Il a présidé la mission d'information sur la sécurité des ponts mise en place par le Sénat à la suite de l'effondrement du pont Morandi à Gênes. Dans son rapport intitulé « Sécurité des ponts : éviter un drame » (juin 2019), celle-ci conclut que 25 000 ponts seraient en mauvais état en France et leur rénovation nécessiterait la mise en place d'un « Plan Marshall » de 1,3 milliard d'euros sur 10 ans.
Le 17 octobre 2019, il est élu président de la commission d'enquête sur l'incendie de l'usine Lubrizol à Rouen mise en place par le Sénat. Le 2 juin 2020, cette commission remet son rapport. Celui-ci met en avant que « la politique de prévention des risques industriels déployée depuis 40 ans en France laisse apparaître des angles morts importants et inacceptables » et estime qu'« il est urgent de revoir la doctrine de communication de crise de l'État ». Il pointe également le « nombre réduit de sanctions prononcées » à l'encontre des pollueurs. 
Hervé Maurey est l'auteur de la proposition de loi qui a inspiré le régime dérogatoire de responsabilité pénale des acteurs publics, notamment des élus locaux, et privés en état d'urgence sanitaire adopté le 9 mai 2020 par le parlement.
En juillet 2021, le rapport Défense extérieure contre l'incendie : assurer la protection des personnes sans nuire aux territoires, dont il est le co-auteur, met en évidence que 6 à 7 millions de Français ne sont pas couverts contre le risque incendie et estime à 1,2Mds € sur 3 ans le besoin de financement des communes pour se mettre en conformité avec les règles en la matière. Il appelle à une meilleure adaptation de ces règles à la réalité des territoires,.  
Hervé Maurey est également co-auteur des rapports d'information ci-après, faits au nom de la commission qu'il préside :  Infrastructures routières et autoroutières : un réseau en danger (mars 2017), Comment lutter efficacement contre le déclin des pollinisateurs (mars 2017), La France face au défi de la mise en œuvre des objectifs de développement durable (juillet 2017), La compétitivité des ports français à l'horizon 2020 : l'urgence d'une stratégie (février 2019), Réforme ferroviaire : garantir une ouverture à la concurrence réussie (octobre 2019), Nouvelle-Calédonie : un fort potentiel de développement durable à valoriser (novembre 2019), Couverture numérique du territoire : Les objectifs seront ils tenus ?(novembre 2019), Déserts médicaux : L'État doit enfin prendre des mesures courageuses ! (janvier 2020). 
En septembre 2020, comme les autres présidents de commissions du Sénat ayant exercé 6 ans cette fonction, il ne s'est pas représenté. Il devient membre de la Commission des Finances du Sénat et est désigné co-rapporteur spécial du programme « Transports terrestres et maritimes ». 
Il est également membre depuis octobre 2020 de la délégation aux collectivités territoriales du Sénat, dont il a été vice-président entre 2010 et 2014. La délégation lui a confié une mission d'évaluation et de simplification des normes relatives à la défense extérieure contre l'incendie.
Il est président du groupe interparlementaire d'amitié France-Asie centrale depuis décembre 2020, après avoir été président du groupe interparlementaire d'amitié France-Ukraine entre 2011 et 2020.

### Fonctions locales
Depuis le 13 décembre 2015, Hervé Maurey est conseiller régional de Normandie ; en conséquence, en mars 2016, il démissionne de la présidence de la CCBE.
Le 18 mars 2016, il démissionne également de son mandat de maire de Bernay qu'il exerçait depuis le 27 janvier 2003.

### Engagement politique
Membre du Nouveau Centre, Hervé Maurey est élu sénateur de l'Eure le 21 septembre 2008.
Il siège au groupe de l'Union centriste dont il est vice-président de 2011 à 2014.
Il soutient Bruno Le Maire pour la primaire présidentielle des Républicains de 2016. En septembre 2016, il est nommé avec plusieurs personnalités délégué général au projet de la campagne.
Il fait partie de la direction des Centristes à la suite de la fusion du Nouveau Centre et des « Bâtisseurs de l'UDI » en décembre 2016.

### Distinction
Il est nommé chevalier de la Légion d'honneur par décret du 14 juillet 2006.

## Résultats électoraux

### Élections sénatoriales
| Année | Nuance | Nuance | Département | Position      | Voix  | %     | Rang  | Sièges |
| ----- | ------ | ------ | ----------- | ------------- | ----- | ----- | ----- | ------ |
| 2008  |        | MAJ    | Eure        | Tête de liste | 906   | 54,28 | 3e    | 1 / 3  |
| 2014  |        | UD     | Eure        | Tête de liste | 808   | 45,04 | 1er   | 2 / 3  |
| 2020  | 953    | UD     | Eure        | Tête de liste | 49,77 | 1er   | 2 / 3 |        |